# Макино, Акира
Акира Макино (яп. 牧野 明 Макино Акира, ноябрь 1922 — май 2007) — бывший военный медик, служивший на флоте Японии. В 2006 году признался, что в период службы на территории Филиппин принимал участие в экспериментах над людьми.

## Биография
Родился в префектуре Осака. После начала войны был призван в армию. В 1944 году Макино был переведён на базу в окрестностях города Замбоанга, расположенного на острове Минданао.

## Эксперименты
По словам Макино, в период с декабря 1944 года по февраль 1945 года он принимал участие в экспериментах, проводившимися над людьми. Жертвами опытов стали около 30 человек. Большинство подопытных были из народа моро, среди них были женщины, дети, а также двое филиппинцев, которых подозревали в шпионаже на США. Среди экспериментов были ампутации, диссекция и др. В интервью, данном им агентству Kyodo, Макино рассказал об одном из опытов, проводившимся над двумя филиппинцами, подозреваемыми в шпионаже. Сначала он усыпил их, положив пропитанную эфиром ткань им на рты, после чего ему было приказано, сделав надрез в области брюшной полости, изучить их печень. Макино считал, что делает ужасные вещи, но был вынужден подчиниться, так как опасался, что его убьют в случае отказа.